# Avro 547
Avro 547 – brytyjski samolot pasażerski zbudowany w 1920 roku w liczbie dwóch egzemplarzy. 

## Historia
W roku 1920 w brytyjskiej wytwórni lotniczej A.V.Roe and Company Limited opracowano a następnie zbudowano samolot pasażerski w układzie trójpłata, przystosowany do przewozu czterech pasażerów. Prototyp oblatano w lutym 1920 roku. Pierwszy prototyp otrzymał oznaczenie Avro 547 i był wyposażony w silnik Beardmore o mocy 160 KM. Drugi prototyp oznaczono jako Avro 547A. Zastosowano w nim silnik Siddeley Puma o mocy 240 KM, co przełożyło się na zmianę masy samolotu i jego osiągów. 
Samolot nie spotkał się z zainteresowania linii lotniczych, w związku z tym zrezygnowano z rozpoczęcia produkcji seryjnej, po zbudowaniu tylko dwóch prototypów.

## Służba
Samolot Avro 547 – pierwszy prototyp, został poddany badaniom, a następnie sprzedany australijskiej linii lotniczej Qantas, gdzie był używany do lotów pasażerskich w latach 1922 – 1925. Avro 547A – drugi prototyp – również sprzedany linii Qantas, 6 maja 1921 roku uległ katastrofie w czasie lotu próbnego.

## Konstrukcja
Samolot był trójpłatem o konstrukcji mieszanej, kadłub drewniany, skrzydła wykonane z rur stalowych, kryty płótnem. Napędzany pojedynczym rzędowym silnikiem chłodzonym cieczą. Podwozie klasyczne, stałe z płozą ogonową.